# Plaques de matrícula de Bòsnia i Hercegovina

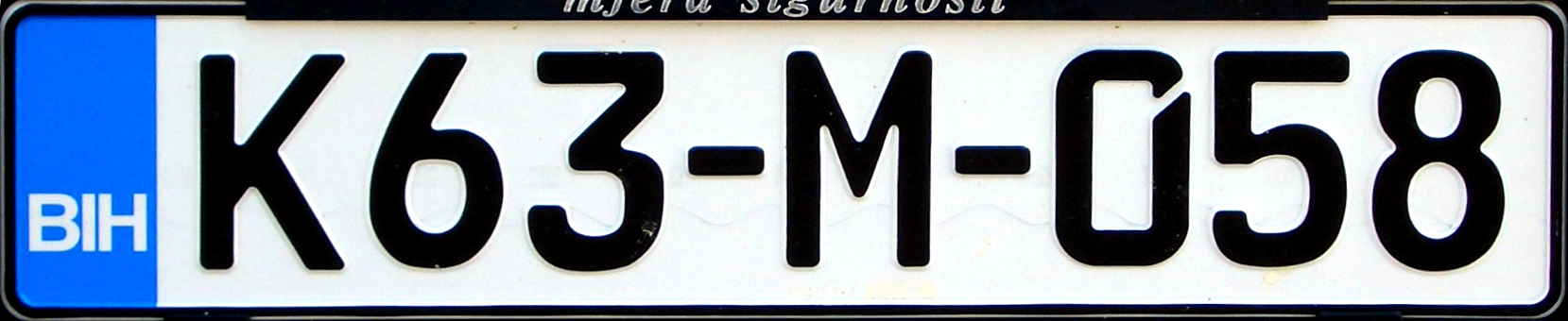
Matrícula actual.

Les plaques de matrícula dels vehicles de Bòsnia i Hercegovina es componen des del 28 de setember 2009 d'un sistema de numeració alfanumèrica de set caràcters, cinc xifres i dues lletres, disposats en el següent ordre A11-A-111. Les plaques no indiquen la procedència (ciutat, municipi, cantó o entitat) de registre del vehicle, com era el cas d'abans del 1998. El format segueix el mateix de les plaques de matrícula de la UE (de dimensions són 520,5 mm × 112,9 mm), afegint l'eurofranja blava a l'esquerra on només hi trobem el codi internacional del país, BIH en blanc. Els caràcters són de color negre sobre fons blanc.

Només s'utilitzen les lletres que coincideixen en l'alfabet ciríl·lic serbi i l'alfabet llatí, com són: A, E, O, J, K, M i T.

## Tipografia

FE-Schrift

Des del 2009 el tipus de lletra utilitzat és la FE-Schrift (Fälschungserschwerende Schrift, en alemany). Aquesta tipografia fou desenvolupada especialment per a les matrícules alemanyes i que es va implantar l'any 2000.

## Altres tipus

### Temporals
Els vehicles amb plaques temporals porten les lletres TT seguides de 6 xifres. Tots els caràcters són de color vermell.

### Taxis
Els taxis porten una combinació especial consistent en les dues lletres TA seguides de 6 xifres. També porten l'eurofranja i el codi del país, BIH.

### Vehicles militars
Els vehicles militars porten una matrícula formada per 6 xifres seguides d'una lletra (per exemple, 123456-A) i afegeixen a l'esquerra l'escut de Bòsnia i Hercegovina i les lletres "OS BiH".

### Vehicles diplomàtics
Els vehicles diplomàtics porten unes matrícules de fons blau i caràcters grogs. La combinació està formada per dues xifres, una lletra i tres xifres. La lletra que s'utilitza és A, C, M i I.

## Història

### 1998-2009

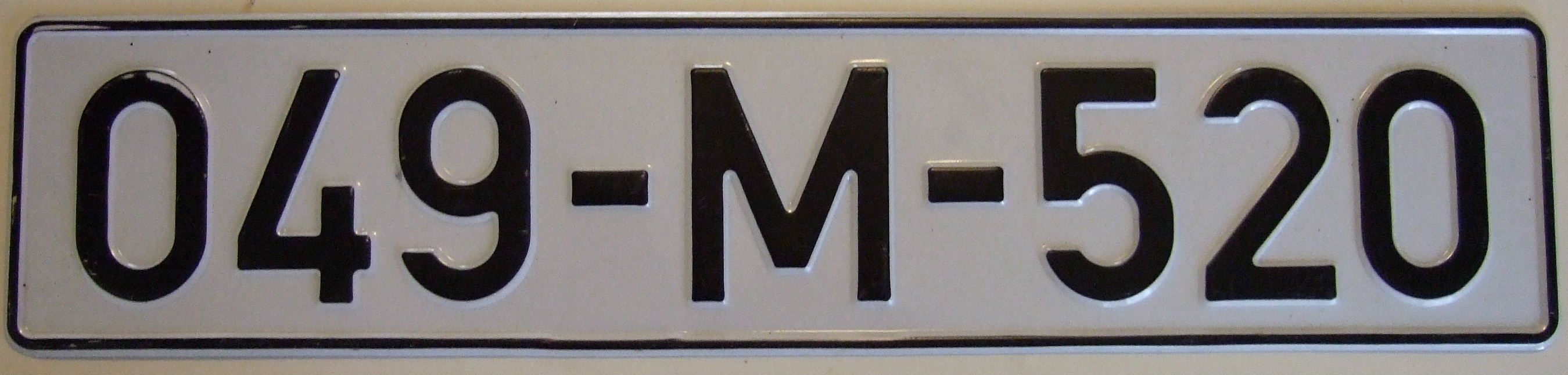
Format de matrícula entre 1998-2009.

La revisió del sistema actual de matrícules va ser introduït a partir del juny de 1998 com una iniciativa de l'Alt Representant Internacional per a Bòsnia i Hercegovina, Carlos Westendorp, degut a un informe en què es proposava la unificació de la documentació i les plaques de matrícula del vehicles com a mesura que facilitaria la llibertat de moviments entre la línia interfronterera (IEBL, sigles en angles d'Inter-Entity Boundary Line) entre les entitats de la República Sèrbia o Srpska i la Federació de Bòsnia i Hercegovina, ja que no portaven cap distintiu que mostres d'on procedia el vehicle.
Les lletres utilitzades per aquestes noves matrícules unificades eren les que coincideixen en l'alfabet ciríl·lic serbi i l'alfabet llatí: A, E, O, J, K, M i T.

### 1992-1998

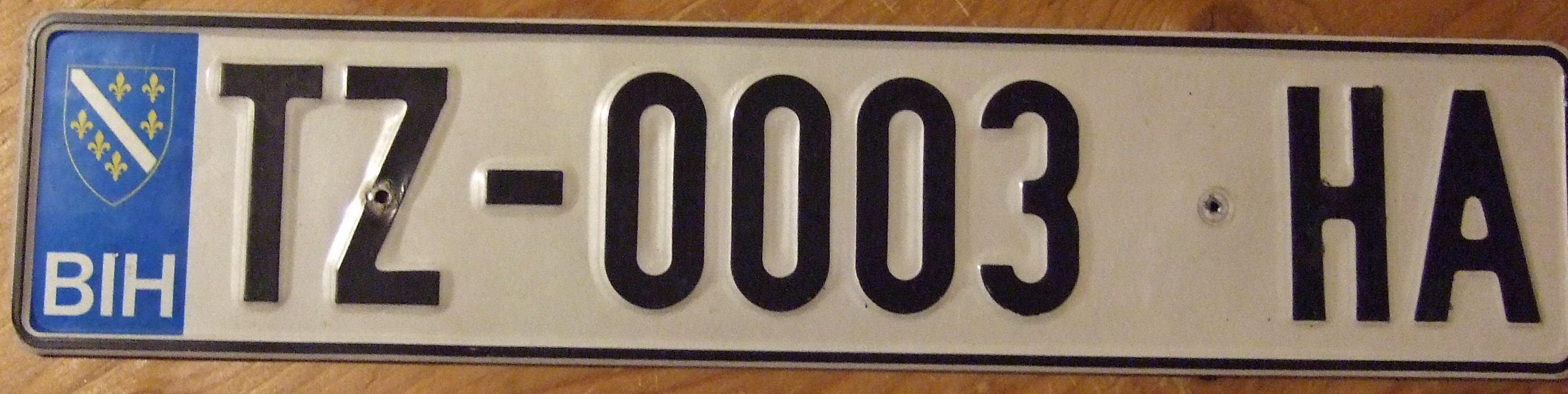
Format de matrícula entre 1992-1998 amb el codi de Tuzla.

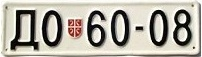
Format de matrícula de la República Sèrbia entre 1992-1998 amb el codi de Doboj.

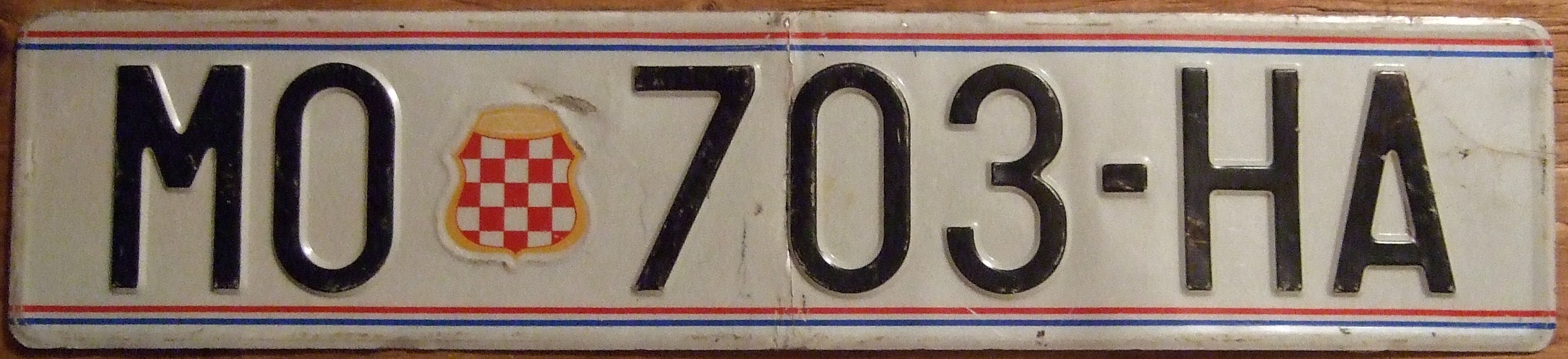
Format de matrícula de la República Croata de Herceg-Bòsnia entre 1992-1998 amb el codi de Mostar.

En el territori de la República de Bòsnia i Hercegovina, predecessor de l'actual estat de Bòsnia i Hercegovina es van utilitzar plaques noves. Aquestes es componien de dues lletres que indicaven el codi regional seguit de quatre xifres i dues lletres (per exemple: TZ-1234 AA). A més hi afegien una franja blava a la banda esquerra amb les lletres "BIH" i l'escut d'armes de la república, a l'estil de les matrícules de la UE.
| Codi | Nom de la regió | Codi | Nom de la regió |
| ---- | --------------- | ---- | --------------- |
| SA   | Sarajevo        | BI   | Bihać           |
| PD   | Prijedor        | DO   | Doboj           |
| TZ   | Tuzla           | VI   | Visoko          |
| MO   | Mostar          | JC   | Jajce           |
| BR   | Brčko           | BU   | Bugojno         |
| TR   | Travnik         | ZV   | Zvornik         |
| ZE   | Zenica          | MD   | Modriča         |
| KO   | Konjic          | GO   | Goražde         |

En el territori de la República Sèrbia o Srpska també es van utilitzar plaques noves a partir del 1992. Aquestes es componien de dues lletres indicatives del codi regional seguit de quatre xifres (per exemple: CC-12·34). El codi de la ciutat i les xifres estaven separades per la Creu de Sèrbia.
| Codi | Nom de la regió | Codi | Nom de la regió |
| ---- | --------------- | ---- | --------------- |
| БЛ   | Bania Luka      | МД   | Modriča         |
| ВГ   | Višegrad        | МГ   | Mrkonjić Grad   |
| БН   | Bijeljina       | НЊ   | Nevesinje       |
| БЧ   | Brčko           | ПД   | Prijedor        |
| ДВ   | Drvar           | СС   | Sarajevo        |
| ДО   | Doboj           | СЊ   | Srbinje         |
| ЗВ   | Zvornik         | ТБ   | Trebinje        |

En el territori de la República Croata d'Herceg-Bòsnia també es van utilitzar plaques noves a partir del 1992. Aquestes es componien de dues lletres indicatives del codi regional seguides de tres xifres i una o dues lletres. Darrere el codi hi havia l'escut d'armes de la República.
| Codi | Nom de la regió | Codi | Nom de la regió |
| ---- | --------------- | ---- | --------------- |
| BU   | Busovača        | MO   | Mostar          |
| ČA   | Čapljina        | OR   | Orašje          |
| DR   | Derventa        | PO   | Posušje         |
| GR   | Grude           | RA   | Rama            |
| JA   | Jajce           | ŠB   | Široki Brijeg   |
| KI   | Kiseljak        | TG   | Tomislavgrad    |
| LI   | Livno           | TR   | Travnik         |
| LJ   | Ljubuški        | ŽE   | Žepče           |

### Anteriors a 1992

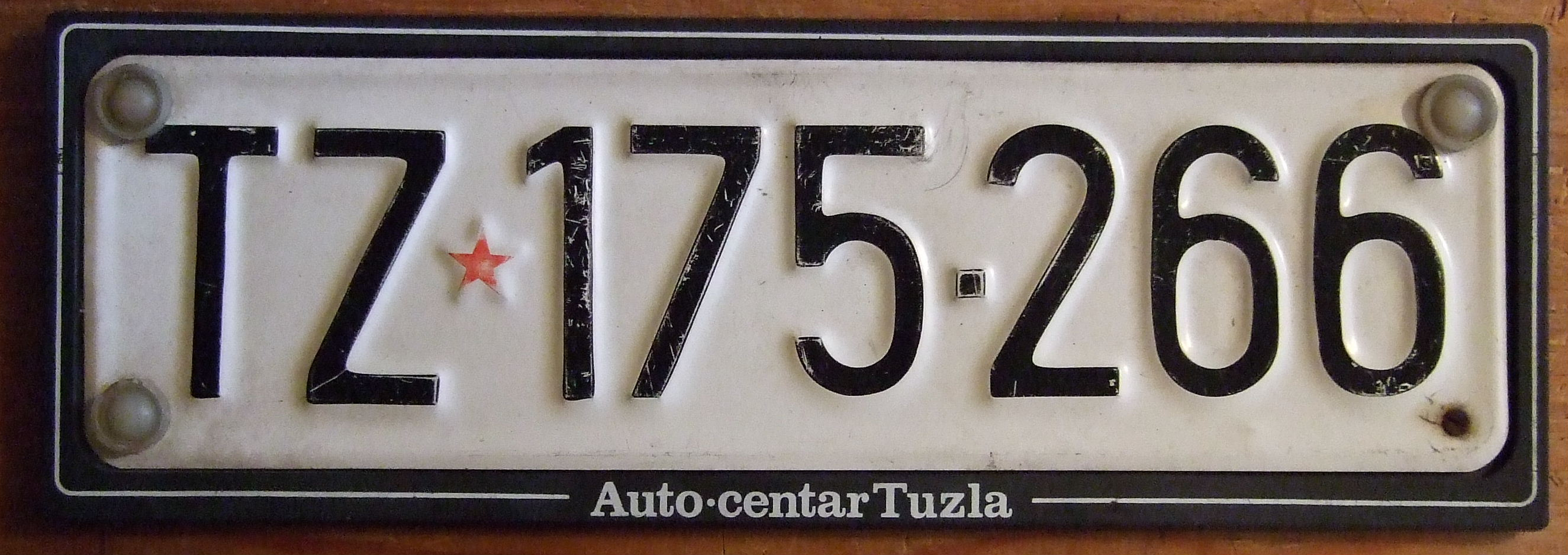
Matrícula anterior a 1992 registrada a Tuzla.

Les plaques de matrícula anteriors a 1992 eren les comunes a tota la RFS de Iugoslàvia i es componien de dues lletres que indicava el codi regional i fins a sis xifres en dos grups de tres separades per un guionet (per exemple, SA*123·123). Entre el codi regional i les xifres hi havia una estrella vermella de cinc puntes. A la taula següent es poden veure els codis.
| Codi | Nom de la regió | Codi | Nom de la regió | Codi | Nom de la regió |
| ---- | --------------- | ---- | --------------- | ---- | --------------- |
| SA   | Sarajevo        | MG   | Mrkonjić Grad   | LI   | Livno           |
| PD   | Prijedor        | TR   | Travnik         | TB   | Trebinje        |
| BL   | Banja Luka      | ZE   | Zenica          | ČP   | Čapljina        |
| TZ   | Tuzla           | BI   | Bihać           | KNJ  | Konjic          |
| MO   | Mostar          | DO   | Doboj           | GŽ   | Goražde         |
| BČ   | Brčko           | VI   | Visoko          | ZV   | Zvornik         |
| BN   | Bijeljina       | JC   | Jajce           | MD   | Modriča         |
| BU   | Bugojno         | TD   | Titov Drvar     | SC   | Sokolac         |